# Vahl Ferenc (pap, 1717–1779)
Vahl Ferenc (Eperjes, 1717. szeptember 1. – Lipótvár, 1779. január 16.) Jézus-társaságbeli áldozópap és tanár.

## Élete
1735. október 18-án lépett a rendbe. 1738-39-ben a Nagyszombati Egyetemen teológiát hallgatott, tanította a grammatikát, humaniorákat és retorikát; miután felszentelték, 15 évig tábori pap volt, azután házfőnök Esztergomban, az ungvári kollégium rektora és 1773-tól Lipótváron lelkész.

## Munkája
- Ditsérő beszéd, mellyet királyi felségü ausztriai fő-hertzeg Ferdinandnak regementjéhez Uj Zászlóinak meg-szentelésekor élő nyelven mondott azon regementnek tábori káplánya. Nagy-Szombat, 1761